# Eat The Whistle

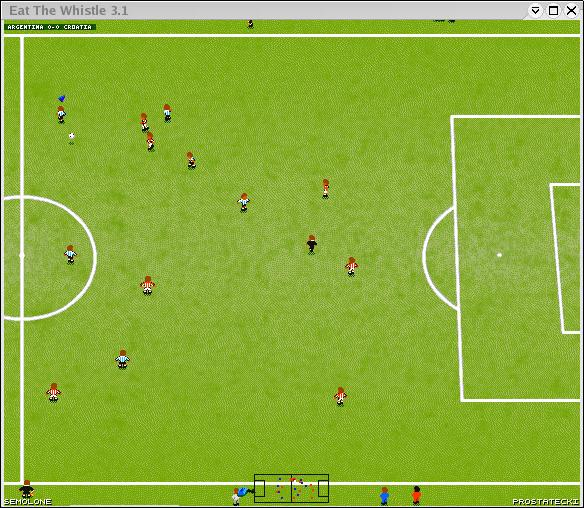
Das Spielfeld wird in einer Schrägansicht dargestellt.

Eat The Whistle ist ein Fußballsimulationsspiel, das ursprünglich für den Amiga entwickelt wurde. Der Entwickler gab den Quelltext später frei und portierte das Spiel mit Hilfe der SDL-Bibliotheken auf Microsoft Windows, Linux, macOS, MorphOS, AROS.

## Entwicklung
Für Gabriele Greco ist es das erste Amiga-Spiel, das er programmierte. Daniele Caramaschi steuerte die Grafiken bei, die noch bevor das Gamedesign überhaupt abgeschlossen war, gezeichnet wurden. Selbst die Audiosamples wurden von den beiden Entwicklern geschnitten. Die Entwicklungszeit reichte nicht mehr für einen Karrieremodus. Das Veröffentlichungsfenster war auf die Fußball-Weltmeisterschaft 1998 ausgerichtet, verspätete sich jedoch. Es war das erste kommerzielle Spiel, das die PowerPC-Architektur unterstützte. Bei der Konvertierung von Amiga API auf SDL wurde die Ausführungsgeschwindigkeit der Spiellogik von 50 auf 100 FPS erhöht, um von der leistungsstärkeren Hardware der neuen Plattformen Gebrauch zu machen. Da das Spiel keine FIFA-Lizenz besitzt, verwendet es stattdessen abgewandelte Spielernamen. Das Spiel besitzt einen Mehrspielermodus, der jedoch auf Spiele am selben Computer beschränkt ist.

## Rezeption
Das Magazin AMIGA aktuell verglich das Spiel mit Kick Off 2 und Sensible World of Soccer. Die Grafik sei ausreichend, insbesondere die über 550 Frames an Animationen für die Spieler, 30 Spielfelder, WM-, Liga- und Pokal-Modus, gesprochene Kommentare machten es zu einem herausragenden Spiel der Plattform. Tim Schürmann von Linux Community lobte 2012 rückblickend die weichen Animationen, die die karge Grafik auch Jahrzehnte später noch ansprechend wirken lassen würden. In seinem Fazit lobte er dabei ausdrücklich den Mehrspielermodus.